# Art de la Llum
Art de la Llum va ser una revista catalana de fotografia editada a Barcelona que duia el subtítul «Revista fotogràfica de Catalunya», i que tenia una orientació pictorialista.
La seva publicació estava patrocinada per nou societats fotogràfiques i altres grups culturals, i dirigida per Andreu Mir Escudé, i una de les seves finalitats era donar a conèixer la fotografia com a art encara que des d'una concepció de la mateixa amb els paràmetres del pictorialisme. Els principals autors que van publicar van ser: Léonard Misonne, Alexander Keighley, Joaquim Pla Janini, Antoni Arissa, Joan Porqueras i Mas, Antoni Campañà, Claudi Carbonell, Josep Masana, Ramon Batlles, Josep Maria Casals i Francisco Andrada Escribano.
La revista, a més de mostrar les fotografies del pictorialisme tardà, tractava de donar a conèixer als principals representants catalans d'aquest, i al costat de les imatges apareixien articles de tipus tècnic i especialment artístic sobre aquesta.
Va aparèixer quan es debatia sobre l'Estatut d'Autonomia i estava completament escrita en català; el seu subtítol era «Revista fotogràfica de Catalunya» i va impulsar la «Diada de la Foto», pel que va formar part del moviment reivindicatiu del catalanisme de l'època. Les principals reivindicacions de la fotografia com a art a l'estat espanyol van procedir d'aquest moviment pictorialista, i aquesta revista es troba entre les primeres veus a sol·licitar la creació d'un Museu dedicat a la fotografia.
La revista es pot consultar en línia a través del repositori digital de la Filmoteca de Catalunya i del dipòsit digital de documents de la UAB.